# Certeza moral
La certeza moral es un concepto de probabilidad intuitiva. Significa un grado muy alto de probabilidad, suficiente para la acción, pero corto de certeza absoluta o matemática.

## Orígenes
La noción de diferentes grados de certeza se remonta a una afirmación en la Ética a Nicómaco de Aristóteles de que uno debe contentarse con el tipo de certeza apropiada para diferentes temas, de modo que en las decisiones prácticas no se puede esperar la certeza de las matemáticas. 
La frase latina moralis certitudo fue utilizada por primera vez por el filósofo francés Jean Gerson alrededor de 1400,  para proporcionar una base para la acción moral que podría (si fuera necesario) ser menos exacta que el conocimiento práctico aristotélico, evitando así los peligros del escepticismo filosófico y abriendo el camino para una casuística benévola. 
El Oxford English Dictionary menciona ocurrencias en inglés desde 1637.

## Ley
En derecho, la certeza moral (o "virtual") se ha asociado con veredictos basados en una certeza más allá de toda duda razonable. 
El debate legal sobre las instrucciones para buscar una certeza moral ha girado en torno a las definiciones cambiantes de la frase a lo largo del tiempo. Mientras que puede entenderse como un equivalente a "más allá de toda duda razonable", en otro sentido, la certeza moral se refiere a una convicción firme que no se correlaciona, sino que se opone a la certeza probatoria:  es decir, uno puede tener un firme sentimiento subjetivo de culpa – un sentimiento de certeza moral – sin que las pruebas justifiquen necesariamente una condena culpable.

## Otras lecturas
- James Franklin, La ciencia de la conjetura: evidencia y probabilidad antes de Pascal (Johns Hopkins University Press, 2001), cap. 4